# يو لان
يو لان (بالصينية: 于藍) هي ممثلة صينية، ولدت في 3 يونيو 1921 في الصين.

## وصلات خارجية
- يو لان على موقع IMDb (الإنجليزية)
- يو لان على موقع قاعدة بيانات الفيلم (الإنجليزية)